# (4514) Vilen
(4514) Vilen es un asteroide perteneciente al cinturón de asteroides, descubierto el 19 de abril de 1972 por Tamara Mijáilovna Smirnova desde el Observatorio Astrofísico de Crimea (República de Crimea).

## Designación y nombre
Designado provisionalmente como 1972 HX. Fue nombrado Vilen en honor al astrónomo soviético ruso Vilen Valentinoviĉ Nesterov.